# Ювеналий (Машковский)
Епископ Ювеналий (в миру Виктор Константинович Машковский или Мошковский; 15 ноября 1883, деревня Рожновка, Обоянский уезд, Курская губерния — 12 апреля 1941, Ветлосан, Ухтижемлаг, Коми АССР) — епископ Русской православной церкви, епископ Вологодский.

## Биография
Из дворян Курской губернии. Окончил юридический факультет университетского отделения Лицея Цесаревича Николая.
6 сентября 1906 года без экзамена принят в число студентов Московской духовной академии на I курс. По указу Святейшего Синода от 19 октября 1906 года за № 11559 зачислен в списки студентов II курса, с освобождением его от изучения тех небогословских предметов, кои он изучал в Лицее.
3 июля 1909 года в скиту Троице-Сергиевской лавры пострижен в монашество и рукоположён во иеродиакона. В храме на пострижении присутствовали многие члены высшего московского общества и купечества. Как писала газета «Русское слово»: «О г. Машковском отзываются как о прекрасно воспитанном человеке, джентльмене, в лучшем смысле этого слова, и даже, как о человеке светском. Кроме того, он пользовался общими симпатиями, как человек чуткой, доброй души». 8 августа рукоположён во иеромонаха.
В 1909 году окончил Московскую духовную академию со степенью кандидата богословия.
С 29 марта 1910 года — преподаватель Курской Духовной Семинарии.
30 сентября 1910 года — инспектор Полтавской Духовной Семинарии.
9 ноября 1912 года назначен ректором Тверской Духовной Семинарии с возведением в сан архимандрита.
С 1913 года — настоятель посольской церкви в Константинополе.
В 1916 году назначен настоятелем посольской церкви в Афинах.
В 1917 году приписан к Александро-Невской Лавре. Настоятель Введено-Оятского монастыря Петроградской епархии.
Григорий (Чуков) дал ему в тот период такую характеристику: 

Человек развитой, образованный и воспитанный. Взгляды просвещённые, любит теоретические вопросы, горит жаждой практической церковной деятельности, частью и проявляет её по деревням. Молод ещё, но мог бы быть деятельным архиереем. Аристократические привычки и взгляды всё-таки сильны в нём.
12 (25) апреля 1920 году хиротонисан во епископа Павловского, викария Нижегородской епархии.
С августа 1922 года — епископ Ардатовский, викарий Нижегородской епархии.
В конце 1922 года уклонился в обновленческий раскол и был назначен епископом Елизаветградским, викарием Одесской епархии.
С 1926 года — обновленческий митрополит Одесский.
В 1928—1929 годы — обновленческий митрополит Киевский.
В 1930 году ушёл на покой.
В 1935 году принёс покаяние. Был принят как архиерей старого поставления в сане епископа, но ему была определена епитимия, которую он проходил во Владимире. Патриарх Сергий в 1943 году писал, ставя Ювеналия в пример другим обновленческим архиереям: «обновленческий митрополит Ювеналий Машковский, вступая в общение с Церковью, сам заявил, что ему неудобно теперь сохранять за собою митрополитство, и с тех пор именовал себя просто епископом. Пусть пример епископа Ювеналия будет предметом подражания и для просителя».
Владимирской епархией управлял в тот момент архиепископ Сергий (Гришин), который организован при канцелярии «нечто вроде академии по повышению общего и богословского образования служителей культа», которую посещало по 4-8 человек. Лекции читались бывшим обновленческим епископом Ювеналием (Машковским) и административно высланным из Ленинграда профессором Васенко. Епископ Ювеналий прочитал лекции на темы:

1) Исторический обзор Константинополя; 2) патриарх Гермоген V; 3) патриарх Яким III; 4) Экзарх Болгарский; 5) Влияние России на Турцию до 1917 г.; 6) Русские учреждения и организации в Константинополе; 7) Проникновение в Турцию католицизма; 8) Учреждения Ватикана в Константинополе и церковные службы; 9) Церковное искусство; 10) Древнехристианская архитектура; 11) Византийское искусство; 12) Древнеримское искусство; 13) Готы и отражение Средневековья; 14) Эпоха Возрождения (несколько лекций); 15) Русское искусство и особенности в этом отношении Владимира и Суздаля; 16) Этнографические особенности этих районов; 17) Ватикан, Папство, католицизм; 18) Церковная живопись; 19) Фотий Спасский — архимандрит Юрьевского монастыря; 20) Епископ Иннокентий, Борис Херсонский; 21) Гюйсманс (2 лекции).
6 марта 1936 года митрополитом Сергием он был назначен епископом Брянским.
Начал готовиться к переезду в Брянск, переписываться с Брянским духовенством, но 26 апреля 1936 года был арестован во Владимире с группой духовенства. Обвинялся, в частности, в том, что добивался ликвидации обновленчества на Украине, возглавлял нелегальную Духовную Академию, организованную при кафедре Владимирского Архиерея с целью создания «антисоветских» кадров; устраивал «антисоветские сборища церковников».
21 сентября 1936 года приговорён к 5 годам ИТЛ.
В то время, когда епископ Ювеналий находился в заключении, он был назначен епископом Вологодским. Как вспоминал епископ Афанасий (Сахаров), отбывавший вместе с ним наказание, «Епископ Ювеналий только что был назначен на Вологодскую Епархию, и первая и единственная служба его на этой Епархии был молебен в Вологодской тюрьме, совершенный нами, тремя Архиереями».
12 апреля 1941 года скончался в лазарете Ветлосян Ухтижемлага Коми АССР (ныне в черте города Ухта). Заключенных Ухтижемлага, умерших в лазарете ОЛПа № 7, с конца 1930-х хоронили на лагерном кладбище на горе Ветлосян. В наши дни кладбище практически утрачено — его территория ушла под промышленную застройку или занята огородами.
Сообщение Мануила (Лемешевского) о том, что епископ Ювеналий вновь уклонился в обновленчество и в 1943 году вновь покаялся не соответствует действительности.
21 марта 1989 года реабилитирован Прокуратурой Владимирской области.